# Bill Walsh College Football
Bill Walsh College Football è un videogioco di football americano per Super NES, Sega Mega Drive/Genesis e Sega Mega CD, nonché uno dei primi a presentare il gioco a livello di college.
Il gioco presenta venticinque squadre-college della stagione del 1992 e venticinque squadre storiche: Pitt '80, Auburn '83, Florida '84, Brigham Young University Provo' 84,  Texas '81 e Notre Dame '88 erano squadre prominenti al tempo di distribuzione del titolo.
È uno dei pochi College Football games a permettere la scelta tra partite supplementari e partite fuori stagione.